# Porozumienie Wassenaar

Strony Porozumienia Wassenaar

Porozumienie Wassenaar w sprawie Kontroli Eksportu Broni Konwencjonalnej oraz Dóbr i Technologii Podwójnego Zastosowania (ang. The Wassenaar Arrangement on Export Controls for Conventional Arms and Dual-Use Goods and Technologies) zostało zawarte w miasteczku Wassenaar koło Hagi 19 grudnia 1995, przejmując funkcje organizacji COCOM, która powołana w czasach zimnej wojny (miała za cel kontrolować eksport do krajów bloku wschodniego).
Porozumienie Wassenaar grupuje 41 państw, w tym kraje, które były objęte restrykcjami eksportowymi COCOM (m.in. Rosja, Polska i pozostałe kraje Europy Środkowej i Wschodniej).